# Cranbrook (Brits-Columbia)
Cranbrook is een stadje in Brits-Columbia in Canada. Het telt 20.499 inwoners (2021). Cranbrook ligt zo'n 400 kilometer ten zuidwesten van Calgary en 800 kilometer ten oosten van Vancouver, en is de hoofdstad van het kiesdistrict ("regional district") East Kootenay, de meest zuidwestelijke regio in Brits-Columbia, die direct aan de staat Alberta grenst. Cranbrook ligt tientallen kilometers ten noorden van de Amerikaanse staat Montana, maar de dichtstbijzijnde grens (per openbare weg bereikbaar) met de Verenigde Staten is die met de staat Idaho op 80 kilometer afstand.
Het relatief vlakke Cranbrook wordt omgeven door de Purcell Mountains en de Rocky Mountains en ligt aan de Canadian Pacific Railway. Er valt veel sneeuw en de gemiddelde temperatuur varieert er van -8.3°C tot 18.2°C.
Cranbrook is vernoemd naar naamgenoot Cranbrook in de Engelse graafschap Kent.
In Cranbrook staat de centrale campus van de College of the Rockies. Hier studeren 2500 studenten uit 21 verschillende landen, maar met name uit Canada zelf.
Ook beschikt het stadje over een gerenommeerde ijshockeyclub, Kooteney Ice, uitkomend in de Western Hockey League, waarvan het kampioenschap in 2000 en 2002 in de wacht werd gesleept. In 2002 werd hierna zelfs de landelijke Memorial Cup gewonnen. Het team speelt haar wedstrijden in het in 2000 nieuwgebouwde stadion Cranbrook Recreational Complex, dat 4.262 zitplaatsen heeft.
Cranbrook heeft een eigen vliegveld, waarvandaan regelmatig vluchten naar met name Vancouver en ook Calgary vertrekken. Cranbrook airport (IATA: YXC, ICAO: CYXC) ligt tussen Cranbrook en Kimberley (op 1.116 meter Canada's hoogste plaats). Door een verlenging van de start- en landingsbaan zal het vliegveld beschikbaar worden gemaakt voor een beperkt aantal internationale vluchten.

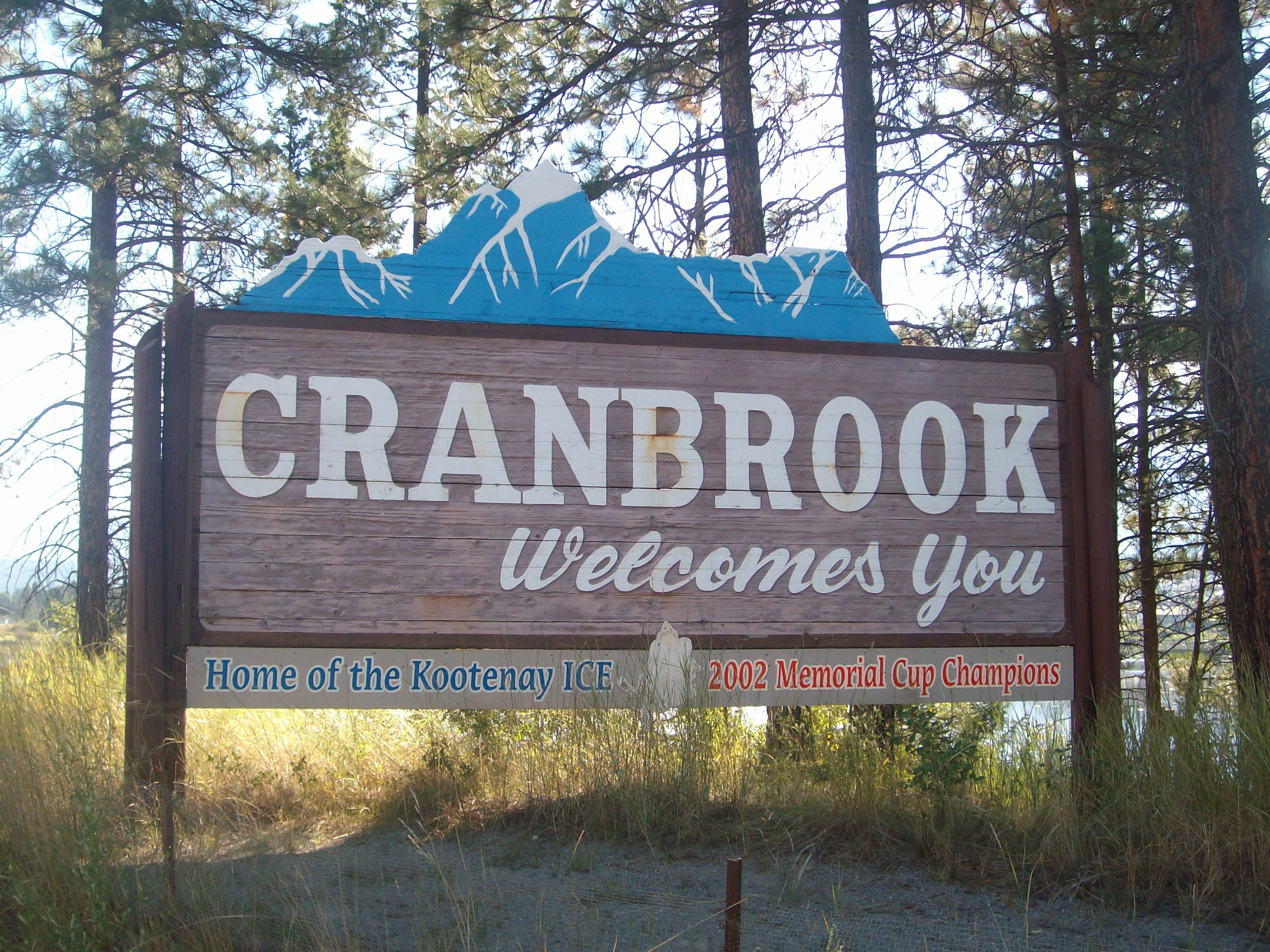
Welkom in Cranbrook
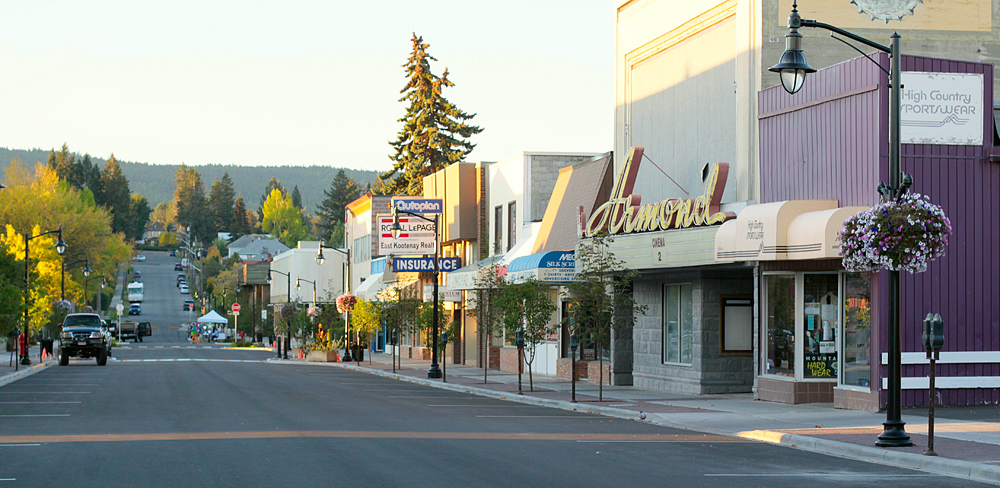
Centrum